# Converge
Converge is een Amerikaanse band uit Salem, Massachusetts. Door hun mix van hardcore punk en verschillende metalgenres worden ze beschouwd als grondleggers van zowel metalcore als mathcore.

## Geschiedenis
Converge is opgericht in de winter van 1990 door Jacob Bannon en Kurt Ballou. Aanvankelijk coverden de twee enkel hardcore punk-, punkrock- en heavy-metalnummers. Later begon de band ook live te spelen en eigen nummers op te nemen. De debuutplaat Halo in a Haystack verscheen in 1994.
In 2001 kreeg de band internationale bekendheid met het album Jane Doe, dat door Sputnikmusic uitgeroepen werd tot Album of the Decade. Tijdens de opnames van Jane Doe verliet Aaron Dalbec (Bane) de band. Sindsdien treedt Converge op als viertal.
Frontman Bannon is eveneens oprichter van het onafhankelijke platenlabel Deathwish Inc.

## Discografie

### Albums
- Halo in a Haystack - 1994
- Caring and Killing - 1997
- Petitioning the Empty Sky - 1997
- When Forever Comes Crashing - 1998
- Jane Doe - 2001
- Unloved and weeded out - 2002
- You Fail Me - 2004
- No Heroes - 2006
- Axe to Fall - 2009
- All We Love We Leave Behind - 2012
- The Dusk In Us - 2017